# ミア・楓・キャメロン
ミア・楓・キャメロン（ミア・かえで・キャメロン、1992年7月1日 - ）またはミア・マルコヴァ(Mia Malkova)は、アメリカ合衆国のカリフォルニア州パームスプリングス出身のポルノ女優・元AV女優。MATRIX MODELS所属。

## プロフィール
1992年7月1日にカリフォルニア州パームスプリングスに誕生する。2012年10月、ポルノデビュー。2013年3月、日本AVデビュー。
2014年7月、ポルノ男優のダニー・マウンテンと結婚したことを発表した。12月、日本AV引退作をリリースしたが、ポルノ作品のリリースは続いている。
2016年10月には、ペントハウス・ペットに選ばれた。
趣味はビデオゲーム。

## 受賞歴
2012年
- Twistys Treat of the Month（12月度）

2013年
- Twistys Treat of the Year[5]
- Galaxy Awards Best B/G Scene（作品:My Dad's Hot Girlfriend 18）[6]
- DMM.R18 年間ランキング[7]
  - DVD
    - 8位「完全初回限定盤 SOAP ご奉仕最高級ソープ 世界で一番かわいい北欧美少女」
- 桃太郎年間人気作品ランキング[8]
  - 和物
    - 1位「SOAP 世界で一番かわいい北欧美少女」
    - 2位「BLONDE IN YOKOHAMA 奇跡の北欧美少女」

  - 洋物4位「絶対美少女」
- プラム人気作品ランキング[9]
  - 6位「素人GAL 生中出し032 素人ブロンドin東京生中出し」
  - 1位「素人四畳半生中出し141 人妻 25歳」

2014年
- AVN Awards[10]
  - Best New Starlet
  - Best All-Girl Group Sex Scene（作品:Meow! 3)
- XRCO Awards Cream Dream

2016年
- Penthouse
  - Pet of the Month（10月度）

## 出演作品（日本）

### アダルトビデオ
※発売元は全てプラムから
2013年
- 素人セーラー服生中出し（改） 096（3月15日）
- 素人四畳半生中出し 141（4月30日）
- ミア・楓・キャメロン 素人芸能生中出し（11月15日）[11]
- これが噂のミア・楓・キャメロン。（12月15日）
- 素人ブロンド生中出し 新橋発サラリーマンの秘密基地に北欧の天使ミア楓キャメロンがやって来るヤァ!ヤァ!ヤァ!（2014年11月15日）

### VOD
2013年
- BLONDE IN YOKOHAMA 奇跡の北欧美少女[12]（4月5日、桃太郎映像出版）
- SOAP ご奉仕最高級ソープ 世界で一番かわいい北欧美少女（8月3日、桃太郎映像出版）[13]
- 素人ブロンドin東京生中出し（9月13日、プラム）
- Chu!Chu!Chu! ミアとマリカ[14][15]（12月6日、桃太郎映像出版）
- B☆Jean 002 日本でしたい4つのこと（12月6日、桃太郎映像出版）

2014年
- 世界で一番かわいい北欧美少女 the BEST4時間（4月6日、桃太郎映像出版）個人ベスト
- これが噂のミア・楓・キャメロン。来日記念 着用証拠動画DVDと生パンティ付[16]（9月30日、プラム）DMM限定・特典映像付き
- スーパーベスト（11月16日、桃太郎映像出版）
- 温泉旅恋〜天使を貸切〜世界で一番かわいい花嫁さん（12月5日、桃太郎映像出版）

### 海外輸入作
※日本発売元は全て桃太郎映像出版から、その他の海外出演作品はデータベース等を参照
- 超美少女USA2（原題:Cuties 4）
  - 海外:2012年12月4日、Elegant Angel
  - 日本:2013年5月17日
- 絶対美少女 彼女の体を見ながらSEX（原題:Hair DOWN THERE 1）[17]
  - 海外:2013年2月18日、NEW SANSATIONS
  - 日本:2013年9月16日
- 美少女ミア・マルコヴァの聖★人形（原題:THE INNOCENCE OF YOUTH 5）
  - 海外:2013年6月6日、DIGITAL SIN
  - 日本:2014年1月13日
- ミア・マルコヴァの情熱SEX（原題:ETERNAL PASSION 1）
  - 海外:2013年9月17日、Erotica X
  - 日本:2014年2月16日
- ミア&レキシーのエロイ事しましョ! 〜人気女優3Pスペシャル〜（原題:2 Chicks Same Time 14）
  - 海外:2013年9月13日、NAUGHTY AMERICA
  - 日本:2014年6月15日
- 可愛い娘にはナニをさせろ!!（原題:Super Cute 2）
  - 海外:2014年11月12日、Hard X
  - 日本:2015年7月17日
- 美し過ぎる官能的SEX（原題:Eternal Passion 5）
  - 海外:2015年6月17日、Erotica X
  - 日本:2016年2月19日

### 雑誌
2013年
- PREMIUM＆CEREB BLONDY インターナショナル VOL.4（7月27日、インテルフィン）
- vs White Angels VOL.6（8月27日、インテルフィン）